# استاری تامیان
استاری تامیان (انگلیسی: Stary Tamyan) یک شهرک در شهرستان شارانسکی استان باشقیرستان کشور روسیه است.